# Tarago
Tarago är en ort i Australien. Den ligger i kommunen Goulburn Mulwaree och delstaten New South Wales, i den sydöstra delen av landet, omkring 200 kilometer sydväst om delstatshuvudstaden Sydney. Antalet invånare är 531.
Trakten runt Tarago är nära nog obefolkad, med mindre än två invånare per kvadratkilometer.. Närmaste större samhälle är Lower Boro, omkring 15 kilometer sydost om Tarago.
I omgivningarna runt Tarago växer huvudsakligen savannskog. Genomsnittlig årsnederbörd är 1 100 millimeter. Den regnigaste månaden är februari, med i genomsnitt 176 mm nederbörd, och den torraste är juli, med 36 mm nederbörd.